# Carcajolo Noir
Carcajolo Noir ist eine autochthone Rotweinsorte auf der Insel Korsika in Frankreich. Dort wird sie hauptsächlich in der Gegend um Figari im Süden der Insel angebaut. Der italienische Ampelograph Bruni glaubt, dass die Sorte von Sardinien über den Hafen von Bonifacio nach Korsika kam. In Portugal ist die Sorte unter dem Namen Monvedro oder Bonvedro, auf Sardinien als Caricagiola und in Australien als False Carignan bekannt. Auf Korsika wurden im Jahr 1988 47 Hektar, in Portugal 73 Hektar bestockter Rebfläche erhoben.
Die spätreifende Sorte ergibt alkoholische, tiefdunkle Rotweine mit einem Aroma von Himbeere und den wilden Früchten der Macchia. Carcajolo Noir ist eine Varietät der Edlen Weinrebe (Vitis vinifera). Sie besitzt zwittrige Blüten und ist somit selbstfruchtend. Beim Weinbau wird der ökonomische Nachteil vermieden, keinen Ertrag liefernde, männliche Pflanzen anbauen zu müssen.
Auf Korsika gibt es ebenfalls die weiße Sorte Carcajolo Blanc.
Siehe auch die Artikel Weinbau in Australien, Weinbau auf Korsika, Weinbau in Frankreich, Weinbau in Italien und Weinbau in Portugal sowie die Liste von Rebsorten.

## Synonyme
Carcajolo Noir ist auch unter den Synonymen Bonifacengo, Bonifacienco, Bonifazina, Bonifazino, Bonvedro, Cacagliola, Carcaghjoliù Neru, Carcagiola, Carcagiolu, Carcajiola, Cargajola, Caricagiola, Caricagliola, Carigiola, Cua Tendra, False Carignan, Garricadolza, und Monvedro bekannt.   